# Jamey Rodemeyer
Jamey Rodemeyer (Buffalo, 21 de marzo de 1997-Amherst, 18 de septiembre de 2011) fue un adolescente bisexual  conocido por su labor y activismo en contra de la homofobia y el acoso escolar. Se suicidó como consecuencia del constante acoso que recibía de parte de compañeros de la escuela.

## Vida personal
Jamey vivía con sus padres, Tim y Tracy Rodemeyer, y su hermana, Alyssa, en un domicilio a las afueras de  Búfalo, Nueva York. Él había declarado públicamente que era bisexual y por ello se enfrentó a graves problemas de acoso escolar.
Su más grande inspiración provenía de su ídolo, Lady Gaga. Siempre se refería a ella en sus vídeos y citaba letras de sus canciones para guiar a otros con los mismos problemas que él.

## Activismo
Rodemeyer sufrió de acoso escolar a causa de su sexualidad en la secundaria. Los comentarios anónimos publicados en su cuaderno de bitácora de Formspring incluyen mensajes de odio, tales como , "No me importa si mueres, a nadie le interesa, solo hazlo :) ¡Es un paso hacia un mundo más feliz!". A pesar de eso, usó sus experiencias para hacer vídeos y subirlos a  YouTube bajo el nombre de xgothemo99xx, con el fin de ayudar a otros adolescentes que sufrían experiencias similares. También hizo un vídeo especialmente para el proyecto "It Gets Better", un sitio que previene el suicidio adolescente.

## Muerte
Rodemeyer fue encontrado muerto la mañana del 18 de septiembre de 2011, aparentemente, la causa fue suicidio por ahorcamiento. Antes de su muerte, publicó en Twitter un mensaje dirigido a  Lady Gaga. El mensaje decía, "@ladygaga adios mother monster, gracias por todo lo que has hecho, garras (sic) para siempre".

### Consecuencias
El Departamento de Policía de Amherst inició una investigación penal tras la muerte de Rodemeyer, asistido por el fiscal de Distrito del Condado de Erie, Frank A. Sedita III. La investigación duró nueve semanas e incluyó el análisis del ordenador personal de Jamey y de los registros del teléfono móvil. A pesar de la evidencia encontrada, no se encontraron pruebas suficientes para procesar. La investigación fue cerrada sin que se formulasen cargos.
La noticia de la muerte de Jamey dio como resultado la indignación en todo el mundo. Después de su muerte, Tim y Tracy Rodemeyer fueron entrevistados por varios medios acerca de su hijo y su lucha contra el acoso escolar. Ambos padres aprovecharon las oportunidades para promover la paz y la igualdad.
Al enterarse de su muerte, Lady Gaga declaró que se encontraba molesta, y que pasaba los días "reflexionando, llorando y gritando". Ella dedicó su canción "Hair" a Jamey durante su presentación en el festival de música de iHeartRadio Music Festival. Tiempo después Lady Gaga se reunió con el presidente Barack Obama para discutir lo que su gobierno podría hacer para prevenir el acoso escolar.
A causa de su muerte, la Miss Nueva York Kaitlin Monte fundó una petición en línea llevando el tema del acoso cibernético (conocido como la Ley de Jamie) ante los legisladores de Nueva York. Poco después, el senador estatal Jeffrey Klein propuso una nueva legislación sobre el cyberbullying. Los dos se asociaron para lanzar el New York Cyberbully Censo.
Ese mismo mes, otro adolescente, Jamie Hubley, se suicidó por la misma razón. Aunque él nunca hablaba explícitamente de Rodemeyer, las comparaciones eran de esperarse.
El programa de TV de la cadena FOX, Glee en el capítulo 3x07 "I Kissed a Girl" hace referencia a  Jamey cuando Finn (Cory Monteith) habla con Santana (Naya Rivera) acerca de los suicidios en adolescentes de la comunidad LGBT.